# 데이비드 맥두걸

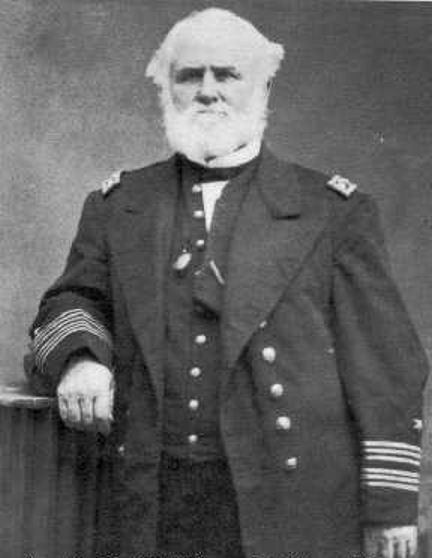

데이비드 스탁턴 맥두걸(David Stockton McDougal, 1809년 9월 2일 - 1882년 8월 7일)은 남북전쟁 중 미국 해군 장교였으며, 또한 시모노세키 전쟁의 활약으로 알려져 있다.

## 생애
1809년 9월 2일 오하이오주에서 태어났다. 1828년 4월 1일 생도로서 해군에 들어간다. 그 후 30년에 걸쳐 지중해 함대, 서인도 함대, 본국 함대 그리고 오대호에서 근무한다. 그동안 전투 슬루프 ‘워렌’(USS Warren, 1854-56), 증기예인선 ‘존 핸콕’(USS John Hancock, 1856)의 함장을 맡았다. 또한 전투슬루프 와이오밍의 함장으로 해적과 남군의 사략선으로부터 미국 시민을 보호하기 위해 1862년부터 1864년까지 동아시아에 파견되었다.

### 시모노세키 해전
1863년 5월 양이의 기운이 높아지는 일본에 도착했다. 이미 장군 도쿠가와 이에모치는 고메이 천황에게 1863년 6월 25일 (분큐 3년)부터 양이를 수행하겠다고 진상하고, 제번에 통보했다. 많은 번들이 이것을 무시했지만 양이 운동의 중심적인 존재이던 조슈번은 시모노세키 해협에 포대를 정비하고 번병과 낭인대 이루어진 1,000명 정도의 병력, 항해 군함 2척(헤에시마루, 코오신마루), 증기 군함 2척(진주츠마루, 미즈노토이마루 : 모두 영국 제 상선에 포를 탑재)을 배치하고 해협 봉쇄의 태세를 취하고 있었다.
6월 25일, 조슈번의 파수꾼이 타노오라 앞바다에 정박한 상선을 발견했다. 이것은 미국 상선 ‘펨브로크 호’(Pembroke)로 나가사키를 통해 상하이로 향할 예정이었다. 총 봉행 모리 모토치카(조후번주)가 망설이자 구사카 겐즈이 등 강경파가 공격을 주장했고, 결국 양이를 결행하기로 결정했다. 6월 26일 오전 1시 조슈번의 코오신마루와 미즈노토이마루는 막부 해군 깃발을 들고 펨브로크에 접근하여 포격을 가했다. 또한 해안 포대도 포격을 개시했다. 공격을 예상하지 못했던 펨브로크는 분고국 수도로 탈출했다. 다행히 펨브로크 호의 사상자는 발생하지 않았지만, 예정하고 있던 나가사키 기항을 취소하고 바로 상하이로 향했다.
따라서 사건의 보고는 7월 10일까지 요코하마에 전해지지 않았다. 10일 저녁 상하이에서 공식 정보가 도착했다.

## 이후
1869년 12월 23일 맥두걸은 남태평양 함대 사령관에 임명되었다.
1871년 9월 27일, 재향 목록에 이름이 게재되었고, 1873년 8월 24일 소장으로 진급했다.
1882년 8월 7일 샌프란시스코에서 사망했다.
맥두걸의 이름에서 유래된 군함은 2척이 있다. 오브라이언 급 구축함(DD-54)과 포터급 구축함(DD-358)이다.